# Axylia infusa
Axylia infusa är en fjärilsart som beskrevs av Emilio Berio 1972. Axylia infusa ingår i släktet Axylia och familjen nattflyn. Inga underarter finns listade i Catalogue of Life.